# Lincoln Palomeque
Lincoln Eduardo Palomeque Sandoval (Cúcuta, 20 de marzo de 1977) es un actor colombiano.

## Biografía
Estudió Administración de empresas y trabajó como encargado de relaciones públicas en varias discotecas, poco a poco se acercó al mundo del espectáculo, dejó su carrera y empezó a estudiar actuación en la Casa del Teatro Nacional. Su primer trabajo en televisión fue en Padres e Hijos.

## Trayectoria

### Televisión
| Año       | Título                        | Personaje                        |
| --------- | ----------------------------- | -------------------------------- |
| 1998-2000 | Padres e hijos                | Javier Linares                   |
| 2000      | Francisco el Matemático       | Ignacio                          |
| 2001-2002 | Isabel me la veló             | Alejandro Ruiz                   |
| 2002      | Siete veces amada             | Reinaldo Díaz/Daniel Rocheth     |
| 2004-2005 | Me amarás bajo la lluvia      | Luis Felipe Blanco               |
| 2005-2006 | Lorena                        | Juan Ferrero                     |
| 2006-2007 | Hasta que la plata nos separe | Nelson José Ospina, el Dandy     |
| 2008      | Novia para dos                | Adrián Zea / Antonio "Toño" Ríos |
| 2009-2010 | Las muñecas de la mafia       | Giovanni Rosales                 |
| 2009-2010 | La bella Ceci y el imprudente | Juan Antonio Durán               |
| 2010      | La diosa coronada             | Lucas                            |
| 2011-2019 | La Reina del Sur              | Faustino Sánchez Godoy           |
| 2012      | La Mariposa                   | Ricardo "Richard" Leguizamón     |
| 2012-2013 | ¿Quién eres tú?               | Lorenzo Esquivel                 |
| 2013      | Allá te espero                | Javier Linero                    |
| 2013-2014 | Santa diabla                  | Willy Delgado                    |
| 2014-2016 | Señora Acero                  | Manuel Antonio Caicedo           |
| 2021      | Café con aroma de mujer       | Leonidas Salinas                 |
| 2023-2025 | Perfil falso                  | Juan David Meneses               |
| 2024      | Consuelo                      | Carlos Julio Portillo            |

### Cine
| Año  | Título                       | Personaje             |
| ---- | ---------------------------- | --------------------- |
| 2006 | Karmma, el peso de tus actos | Álex                  |
| 2014 | Estrella quiero ser          | Roberto               |
| 2015 | El último aliento            | El Palomo Saldarriaga |
| 2017 | Jesús de Nazaret             | Pedro Apóstol         |
| 2019 | Alma de héroe                | Sargento Cañas        |
| 2022 | Flow Calle                   | Jay Michael           |

## Premios y nominaciones
- 2015: Reconocimiento al éxito profesional otorgado por la Asociación Nacional de Locutores de México.[9]

### Premios Tu Mundo
| Año  | Categoría                      | Telenovela o Serie | Resultado |
| ---- | ------------------------------ | ------------------ | --------- |
| 2016 | Actor favorito de súper series | Señora Acero       | Ganador   |

### Miami Life Awards
| Año  | Categoría                       | Telenovela o Serie | Resultado |
| ---- | ------------------------------- | ------------------ | --------- |
| 2014 | Mejor actor joven de telenovela | Santa diabla       | Nominado  |

### Premios TVyNovelas
| Año  | Categoría                            | Telenovela o Serie            | Resultado |
| ---- | ------------------------------------ | ----------------------------- | --------- |
| 2014 | Mejor actor de reparto de telenovela | Allá te espero                | Nominado  |
| 2013 | Mejor actor antagónico de serie      | La Mariposa                   | Ganador   |
| 2010 | Mejor actor de reparto               | Las muñecas de la mafia       | Nominado  |
| 2007 | Mejor actor de reparto               | Hasta que la plata nos separe | Ganador   |

### Premios India Catalina
| Año  | Categoría                                  | Telenovela o Serie            | Resultado |
| ---- | ------------------------------------------ | ----------------------------- | --------- |
| 2010 | Mejor actor antagónico de telenovela/Serie | La bella Ceci y el imprudente | Nominado  |